# カロリーヌ・ボナパルト
マリア・アヌンツィアータ・ポナパルト＝ミュラ（仏: Maria Annunziata Bonaparte Murat, 1782年3月25日 - 1839年5月18日）は、フランス皇帝ナポレオン1世の3番目の妹で、シャルル・マリ・ボナパルトとマリア・レティツィア・ボナパルトの末娘にして、ナポリ王妃。夫はフランス軍の元帥にして大提督、ベルク大公国とクレーヴ公国の君主、のちナポリ王となったジョアシャン・ミュラ（ジャッキーノ1世）で、2男2女をもうけた。

## 生涯

### 生い立ち
1782年、コルシカ島アジャクシオでポナパルト家（当時はブオナパルテ家）の7番目の子供として生まれる。フランスに家族で移住後の1796年、色男の軍人のミュラに会い一目ぼれをした。ナポレオンは当初嫌な顔をしたが、母マリア・レティツィアやジョゼフィーヌ・ド・ボアルネに頼み込みまれて、ミュラに妹と結婚するように通告する。ナポレオンがクーデターで最高権力を手に入れた後の1800年1月18日、18歳で32歳のミュラと結婚した。

### 結婚後

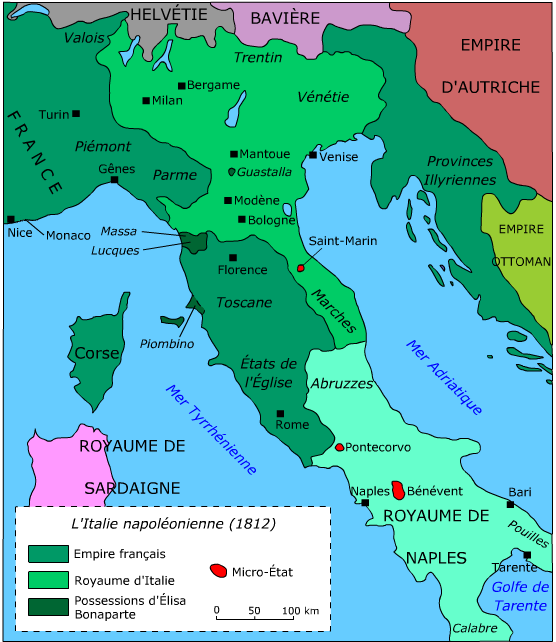
下の部分のシアン色がナポリ王国

新婚後まもなく、1800年のイタリア遠征にミュラも参加し、功績を挙げると接収した宮殿にカロリーヌを呼び寄せた。ミュラは落ち着く間もなく各地を転戦したが、カロリーヌはここで女王のように暮らした。パリに戻った1804年にミュラは帝国元帥に任命され、金持ちになって2人とも贅沢な生活をした。カロリーヌは、兄の機嫌をとるために次々に愛人を紹介し、逢引のために自分の館まで提供した。この見返りにエリゼ宮を手に入れた。しかし、この頃から夫婦の間で喧嘩が多くなった。
1805年のアウステルリッツの戦いでの戦功により、ミュラはドイツのエルベ川流域にあるベルク大公国の大公になったが、カロリーヌは小国過ぎるという理由でフランスに留まった。1810年にはナポレオンの新妻になったマリー・ルイーズに接近したが、その下心は読まれていた。また1807年にジャナンドシュ・ジュノー将軍と浮気をしている。これは、ナポレオンが死んだ時に夫を皇帝の地位に就けるための味方を確保するためだったが、噂からばれて将軍は左遷され、ミュラは激怒した。次に選んだのがオーストリアの大使メッテルニヒで、他のフランス政府高官とともに協力を約束したが、これも発覚する。ナポレオンは妹を遠ざけるため、ミュラのいるナポリ王国へ送った。ナポリ王国は、長兄ジョゼフに代わってミュラが1809年1月に王位に就いて治世を開始していたが、カロリーヌは夫と対立する。

### 没落
1812年のロシア遠征にミュラが参加すると、留守中にカロリーヌが摂政となったが、うまく統治ができず、また浮気もして国民の顰蹙を買った。ナポレオンが遠征に失敗して敗走を続ける中、カロリーヌは兄を見限り、オーストリアと手を組んで自己保身を図ったが、フランスの降伏後のウィーン会議では権利を認められなかった。やむを得ず、エルバ島から脱出して再び政権を握ったナポレオンに協力するが、ナポレオン敗北の知らせを聞くと、ミュラと別れてオーストリアに逃亡した（ナポリ王妃を返上すれば地位を保証されたため）。その後、トリエステに長く住み、コレラが流行したためフィレンツェに移住後、その地で没し、オンニサンティ教会に埋葬された。